# とびだす!パズルボブル 3D
『とびだす!パズルボブル 3D』（とびだす パズルボブル スリーディー）は、スクウェア・エニックスより2011年2月26日に発売されたニンテンドー3DS用パズルゲーム。アメリカでは同年3月27日、ヨーロッパでは2012年10月26日に発売。
3DSのローンチソフトであることから、3Dの視覚効果をセールスポイントとしている。

## ゲームモード
- パズルモード（全80ステージ） - タイムカウントもない初心者向けのモード[7]。
- チャレンジモード
- 100秒
- 300秒
- ずっとバブル